# Mitromorpha benthicola
Mitromorpha benthicola is een slakkensoort uit de familie van de Mitromorphidae. De wetenschappelijke naam van de soort is voor het eerst geldig gepubliceerd in 1962 door Dell.